# Élections législatives turkmènes de 2023
Les élections législatives turkmènes de 2023 ont lieu le 26 mars 2023 afin de pourvoir les 125 sièges de l'Assemblée du Turkménistan.
Le pays n'a jamais connu d'élections libres, et seuls les candidats de trois partis dont le Parti démocratique au pouvoir et deux partis fantoches se présentent.

## Contexte

### Situation politique
Le Turkménistan n'est généralement pas considéré comme une démocratie, et demeure de facto un État à parti unique. Freedom House rapporte en 2017 que l'État « continue de violer les droits de l'homme fondamentaux, d'emprisonner les militants d'opposition » et de pratiquer une politique de népotisme ; l'organisation lui attribue un score de 6,96, sur une échelle allant de 1 (démocratie) à 7 (dictature). Freedom House classe le pays sixième dans l'ordre des pires violateurs des droits civils et politiques (derrière la Syrie, l'Érythrée, la Corée du Nord, l'Ouzbékistan et le Soudan du Sud). 
Reporters sans frontières classe le Turkménistan 178e sur 180 pour le respect de la liberté de la presse en 2017, devant seulement l'Érythrée et la Corée du Nord. L'organisation note que « l’ensemble des médias est contrôlé par l’État et les rares internautes n’ont accès qu’à une version ultra-censurée du Web. [...] [L]a répression contre les quelques journalistes indépendants travaillant clandestinement pour des médias basés à l’étranger ne cesse de s’intensifier. [...] [Certains] ont été arrêtés, torturés ou agressés. [...] [L]es autorités poursuivent leur campagne d’éradication des antennes paraboliques, privant la population de l’un des derniers accès à une information non contrôlée ».

### Législatives de 2018

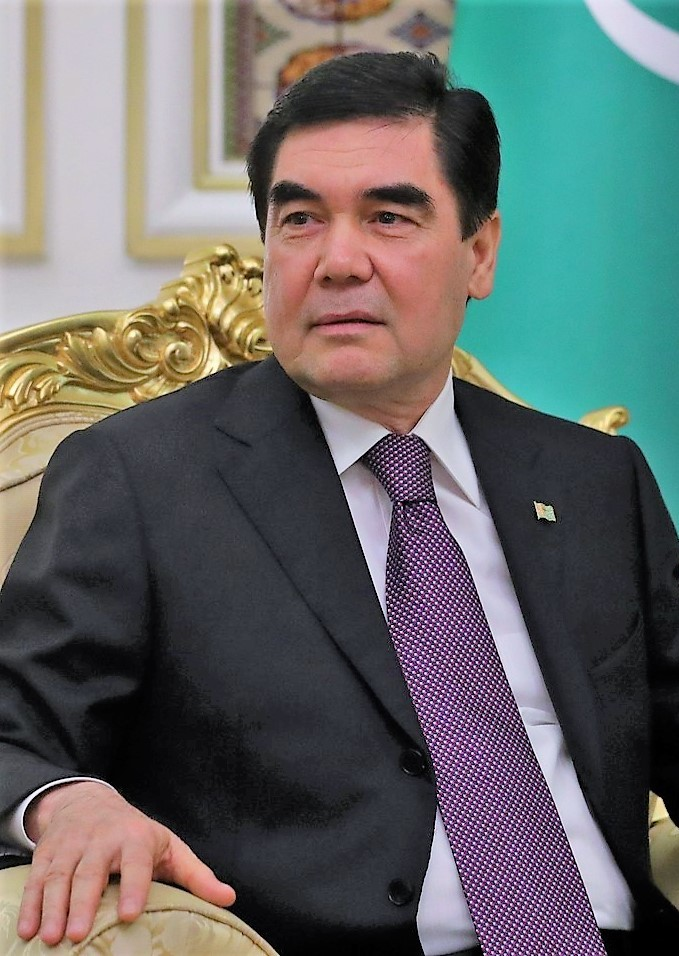
Gurbanguly Berdimuhamedow.

En l'absence d'une véritable opposition autorisée à se présenter contre le gouvernement du président Gurbanguly Berdimuhamedow, seuls trois partis participent aux élections de mars 2018. Le Parti démocratique du Turkménistan, au pouvoir, ainsi que deux partis fantoches affiliés au pouvoir, le Parti agraire et le Parti des industriels et des entrepreneurs, remportent un total de 77 sièges, le reste revenant à des candidats officiellement indépendants.
Ces élections sont considérées comme un tremplin pour le fils du président, Serdar Berdymoukhamedov, 36 ans, vers une position devant lui assurer de succéder un jour à son père. Candidat du parti démocratique dans une circonscription en périphérie de la capitale, son élection est suivie de son entrée au gouvernement, augurant une future succession dynastique.
Courant février 2021, Serdar Berdymoukhamedov se voit successivement nommé auditeur en chef, vice-Premier ministre et membre du Conseil de sécurité national.

### Retour éphémère au bicaméralisme
Une révision constitutionnelle votée en septembre 2020 marque le rétablissement du bicaméralisme avec la transformation du Conseil du peuple (Halk Maslahaty) en chambre haute élue, tandis que l'assemblée (Mejlisi) existante devient la chambre basse du nouveau parlement qui prend le nom de Conseil national (Milli Geňeş). 
La révision constitutionnelle — qui entre en vigueur le 1er janvier 2021 — est suivie de la mise en place de la nouvelle chambre haute au premier trimestre 2021,, après l'organisation des élections au Conseil du peuple turkmène au suffrage indirect le 28 mars 2021. 
Le 11 janvier 2023, cependant, une réunion conjointe des deux chambres du Conseil national annonce le retour à un parlement monocaméral — composé de l'Assemblée — et l'abolition du Conseil du peuple en tant que chambre législative. Cette dernière redevient un organe indépendant doté de larges pouvoirs comme celui de modifier la Constitution ainsi que de déterminer la politique étrangère et intérieure du pays,. Les deux chambres approuvent ces changements constitutionnels à l'unanimité lors d'une session conjointe le 21 janvier 2023,.

### Succession dynastique

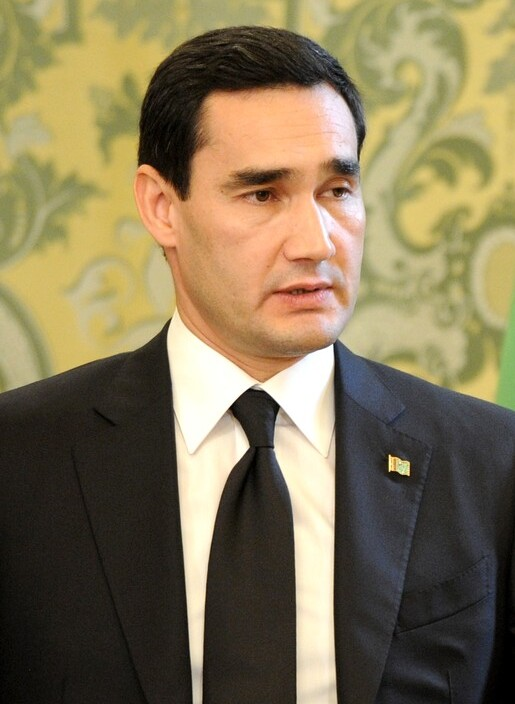
Serdar Berdimuhamedow.

La transmission attendue du pouvoir de Gurbanguly Berdimuhamedow à son fils Serdar intervient lors de l'élection présidentielle turkmène de 2022. Le 11 février 2022, le président Gurbanguly Berdimuhamedow annonce au cours d'une réunion du conseil du peuple son intention de démissionner en mars 2022. Affirmant prendre cette « décision difficile » afin de confier la direction du pays aux « jeunes générations »,, il annonce néanmoins son intention de se maintenir comme président du conseil du peuple, la chambre haute turkmène. Le lendemain même, le président de la commission électorale Bezirgen Karaev annonce la tenue d'une élection présidentielle anticipée pour le 12 mars 2022. Celle ci est remportée sans surprises par Serdar Berdimuhamedow dès le premier tour avec une large majorité des suffrages,.

## Système électoral
Le Turkménistan est doté d'un parlement monocaméral dont l'unique chambre, l'Assemblée (ou Mejlis) est composée de 125 députés élus pour un mandat de cinq ans au scrutin uninominal majoritaire à un tour dans 125 circonscriptions électorales uninominales. Une participation d'au moins 50 % des inscrits est requise pour que les élections soient reconnues valides.

## Résultats
|                           |                                            |           |       |        |               |  |  |  |  |  |  |  |  |  |
| Partis                    | Partis                                     | Voix      | %     | Sièges | +/-           |  |  |  |  |  |  |  |  |  |
|                           | Parti démocratique                         |           |       | 65     | 10            |  |  |  |  |  |  |  |  |  |
|                           | Parti agraire                              |           |       | 24     | 13            |  |  |  |  |  |  |  |  |  |
|                           | Parti des industriels et des entrepreneurs |           |       | 18     | 7             |  |  |  |  |  |  |  |  |  |
|                           | Indépendants                               |           |       | 18     | 30            |  |  |  |  |  |  |  |  |  |
|                           |                                            |           |       |        |               |  |  |  |  |  |  |  |  |  |
| Votes valides             |                                            |           |       |        |               |  |  |  |  |  |  |  |  |  |
| Votes blancs et invalides |                                            |           |       |        |               |  |  |  |  |  |  |  |  |  |
| Total                     | Total                                      | 3 185 935 | 100   | 125    | en stagnation |  |  |  |  |  |  |  |  |  |
| Abstention                | Abstention                                 | 310 369   | 8,88  |        |               |  |  |  |  |  |  |  |  |  |
| Inscrits / participation  | Inscrits / participation                   | 3 496 304 | 91,12 |        |               |  |  |  |  |  |  |  |  |  |